# Lasa (sitio bíblico)

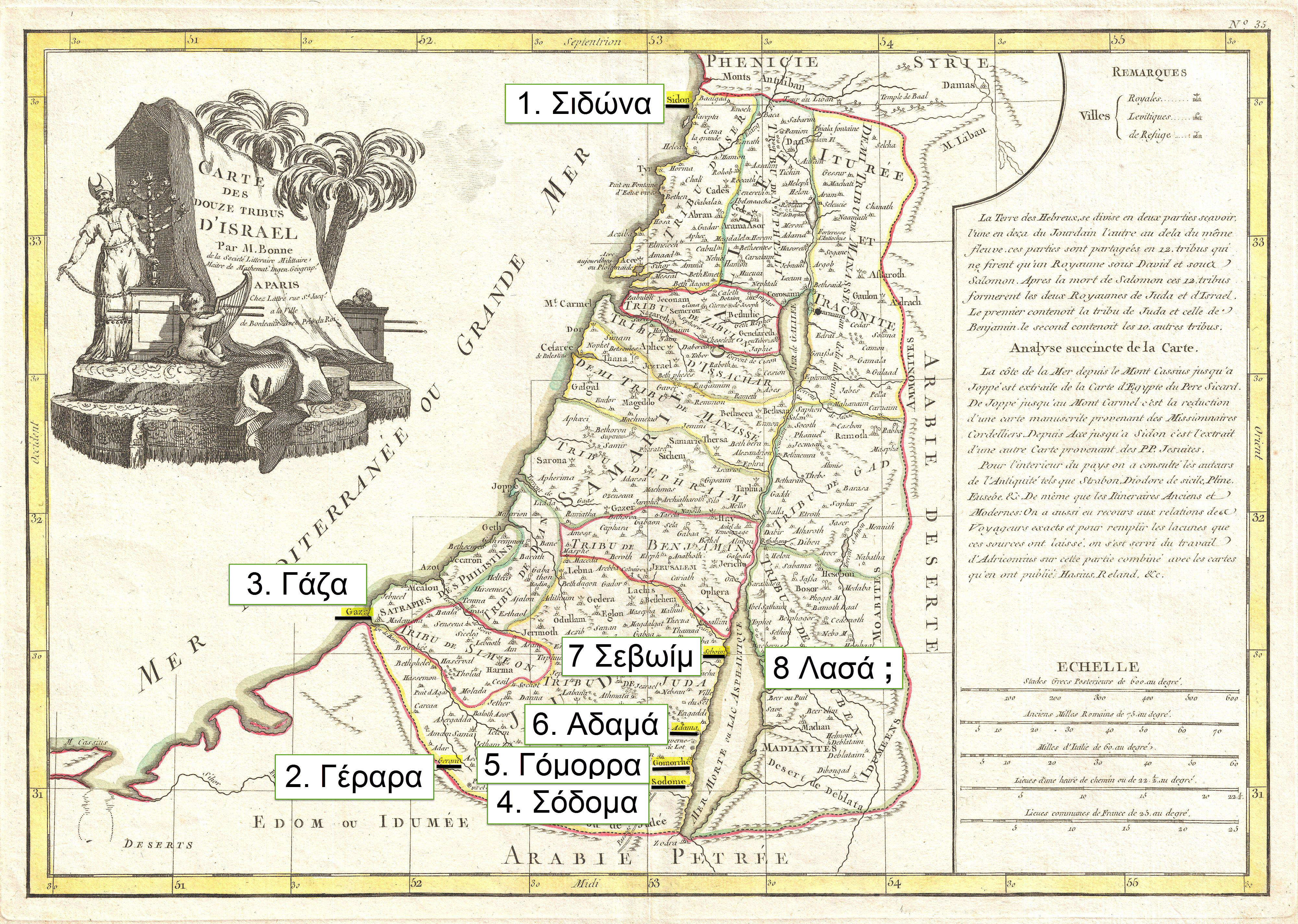
Las ubicaciones y límites de los cananeos mencionados en el Libro de Génesis 10:19

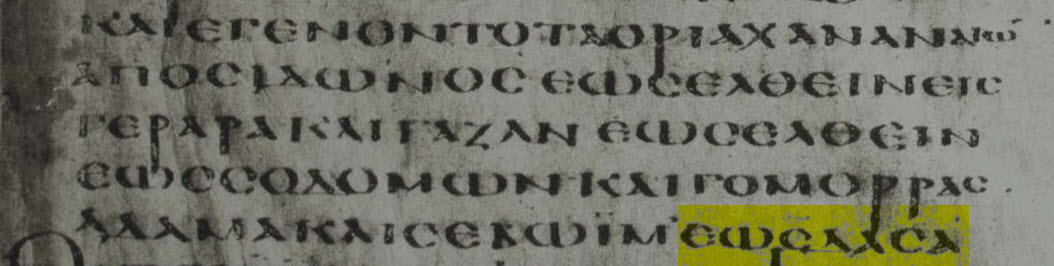
Códice Alexandrinus, Génesis 10:19, la parte que menciona las palabras «ΕΩΣ ΔΑΣΑ» (o «ΕΩΣ ΛΑΣΑ»)

Lasa o Lesa, es un sitio geográfico mencionado en la biblia (Génesis 10:19), ubicado aparentemente al este del Mar Muerto. Después fue conocido como Callirrhoe (Jordania) que es un sitio famoso por sus aguas termales.